# Calvià
Calvià, en catalan et officiellement (Calviá en castillan), est une commune d'Espagne de l'île de Majorque dans la communauté autonome des Îles Baléares. Centré administrativement sur le village éponyme, le territoire de la commune est adjacent à Palma et fait partie de la comarque de la Serra de Tramuntana.

## Géographie

### Situation

Localisation de l'île Majorque dans les Îles Baléares.
Localisation de Calvià dans l'île de Majorque.
Localisation de la comarque de la Serra de Tramuntana dans l'île de Majorque.

Le territoire de la commune s'étend entre ceux des communes de Palma, à l'ouest, d'Andratx à l'est et de Puigpunyent, au nord ; il est situé au sud-ouest de l'île, entre la montagne au nord et la mer au sud. Il comporte de nombreux villages.
Le village de Calvià se trouve en zone pré-montagneuse, au nord de ce territoire. Sur la côte sud-est de la commune se trouvent les stations balnéaires, bruyantes et peu paisibles l'été[non neutre], de Magaluf et de Palmanova. Au sud-ouest, Port Adriano et son village d'El Toro, près de Santa Ponça, privilégient les activités nautiques, jouxtant les réserves naturelles des îles Malgrats et de l'île du Toro.

## Histoire
Le territoire de la commune était occupé dès la Préhistoire comme l'attestent plusieurs sites archéologiques (Puig de Sa Morisca, Son Ferrer, naviforme Alemany).

## Démographie
En 2013, l'ensemble des communes du territoire de Calvià figurent, au critère de la population, comme deuxième ville des Baléares, derrière Palma et avant la ville d'Ibiza.